# Второ съборно послание на свети апостол Петра
Второто съборно послание на свети апостол Петра (на гръцки: Β΄ Ἐπιστολὴ Πέτρου) е библейска книга, осмата в Новия завет.
Тя е третото от седемте съборни послания, отправени към Църквата като цяло, а не към отделни общности. За негов автор традиционно се смята първият римски папа апостол Петър, починал около 67 година, но критическата библеистика го отнася към времето малко след смъртта му. Стилът му е силно повлиян от елинистичната риторика, като вероятно е насочено към нееврейска публика. Посланието критикува неназовани лъжеучители, както и нетърпеливите в очакването на Второто пришествие.